# AMSAT
AMSAT은 아마추어 무선용 인공위성이고, 이를 발사하는 비영리단체의 이름이기도 하다. 2010년 현재 운용중인 것은 2004년 발사된 11 kg 무게의 AO-51 위성이다.